# Persone di nome Ivo
| Questa pagina contiene informazioni ricavate automaticamente dalle voci biografiche con l'ausilio del template Bio e di un bot. L'aggiornamento è periodico e automatico e ricostruisce completamente la pagina. Se manca una persona in questa lista, sei pregato di non aggiungerla, ma accertati piuttosto che la sua voce biografica contenga il template Bio e che i dati anagrafici siano correttamente compilati. Se il template Bio manca, inseriscilo tu stesso o, in alternativa, metti l'avviso {{tmp\|Bio}} che ne segnala la mancanza. Se i dati riportati sono sbagliati, correggi direttamente la voce biografica; le modifiche saranno visibili in questa lista entro pochi giorni. Per chiarimenti vedi il progetto antroponimi. La lista contiene solo le 148 persone che sono citate nell'enciclopedia e per le quali è stato implementato correttamente il template Bio. Pagina aggiornata al 22 lug 2025. |

Questa è una lista di persone presenti nell'enciclopedia che hanno il nome Ivo, suddivise per attività principale.

## Allenatori di calcio(9)
- Ivo Basay, allenatore di calcio e ex calciatore cileno (Santiago del Cile, n. 1966)
- Ivo Buzzegoli, allenatore di calcio e calciatore italiano (Lastra a  Signa, n. 1919 - Firenze, † 1962)
- Ivo Fiorentini, allenatore di calcio italiano (Faenza, n. 1898 - Faenza, † 1992)
- Ivo Iaconi, allenatore di calcio e ex calciatore italiano (Teramo, n. 1956)
- Ivo Ištuk, allenatore di calcio e dirigente sportivo bosniaco (Livno, n. 1953)
- Ivo Smoje, allenatore di calcio e ex calciatore croato (Osijek, n. 1978)
- Ivo Vieira, allenatore di calcio e ex calciatore portoghese (Machico, n. 1976)
- Ivo Wortmann, allenatore di calcio e ex calciatore brasiliano (Quaraí, n. 1949)
- Ivo Šušak, allenatore di calcio croato (Široki Brijeg, n. 1948)

## Allenatori di hockey su ghiaccio(1)
- Ivo Machacka, allenatore di hockey su ghiaccio e ex hockeista su ghiaccio italiano (Brunico, n. 1963)

## Allenatori di pallanuoto(1)
- Ivo Trumbić, allenatore di pallanuoto e pallanuotista jugoslavo (Spalato, n. 1935 - Zagabria, † 2021)

## Allenatori di tennis(1)
- Ivo Minář, allenatore di tennis e ex tennista ceco (Praga, n. 1984)

## Alpinisti(1)
- Ivo Rabanser, alpinista e scrittore italiano (Alto-Adige, n. 1970)

## Architetti(2)
- Ivo Lambertini, architetto italiano (Siracusa, n. 1909 - Firenze, † 1990)
- Ivo Trümpy, architetto svizzero (Lugano, n. 1937)

## Arcivescovi cattolici(1)
- Ivo Scapolo, arcivescovo cattolico e diplomatico italiano (Terrassa Padovana, n. 1953)

## Astronomi(1)
- Ivo Baueršíma, astronomo cecoslovacco (Jihlava, n. 1931)

## Attivisti(1)
- Ivo Protulipac, attivista, avvocato e medico croato (Karlovac, n. 1899 - Trieste, † 1946)

## Attori(1)
- Ivo Garrani, attore e doppiatore italiano (Introdacqua, n. 1924 - Roma, † 2015)

## Avvocati(1)
- Ivo Coccia, avvocato, politico e antifascista italiano (Roma, n. 1891 - Roma, † 1979)

## Bassi(1)
- Ivo Vinco, basso italiano (Bosco Chiesanuova, n. 1927 - Verona, † 2014)

## Bobbisti(1)
- Ivo Rüegg, ex bobbista svizzero (n. 1971)

## Calciatori(40)
- Ivo Afonso, ex calciatore portoghese (Porto, n. 1975)
- Ivo Ballardini, ex calciatore italiano (Faenza, n. 1955)
- Ivo Bego, ex calciatore jugoslavo (Spalato, n. 1937)
- Ivo Brancaleoni, calciatore italiano (Alassio, n. 1931 - Pietra Ligure, † 2014)
- Ivo Cocconi, calciatore italiano (San Prospero Parmense, n. 1929 - Parma, † 2020)
- Ivo Damas, ex calciatore portoghese (Penafiel, n. 1977)
- Ivo Ergović, ex calciatore croato (Osijek, n. 1967)
- Ivo Frosio, calciatore svizzero (Muralto, n. 1930 - † 2019)
- Ivo Georgiev, calciatore bulgaro (Sofia, n. 1972 - Sofia, † 2021)
- Ivo Grbić, calciatore croato (Spalato, n. 1996)
- Ivo Iličević, ex calciatore croato (Aschaffenburg, n. 1986)
- Ivo Isetto, calciatore italiano (Livorno, n. 1921 - † 1976)
- Ivo Ivanov, calciatore bulgaro (Kazanluk, n. 1985)
- Ivo Jerolimov, ex calciatore jugoslavo (Preko, n. 1958)
- Ivo Knoflíček, ex calciatore cecoslovacco (Kyjov, n. 1962)
- Ivo Mammini, calciatore argentino (La Plata, n. 2003)
- Ivo Minkevičs, calciatore lettone (Jelgava, n. 1999)
- Ivo Oliveira, ex calciatore portoghese (Porto, n. 1980)
- Ivo Pedretti, calciatore italiano (Sasso Marconi, n. 1905 - Bologna, † 1988)
- Ivo Pękalski, calciatore svedese (Lund, n. 1990)
- Ivo Perissinotto, calciatore italiano (Noventa di Piave, n. 1952 - Città di Castello, † 2017)
- Ivo Pesaresi, calciatore italiano (Rimini, n. 1924 - † 2019)
- Ivo Pescini, calciatore italiano (Santa Croce sull'Arno, n. 1911 - † 1968)
- Ivo Pinto, calciatore portoghese (Lourosa, n. 1990)
- Ivo Pulga, ex calciatore e allenatore di calcio italiano (Modena, n. 1964)
- Ivo Radovniković, calciatore e allenatore di calcio jugoslavo (Spalato, n. 1918 - Spalato, † 1977)
- Ivo Rodrigues, calciatore portoghese (Porto, n. 1995)
- Ivo Ron, ex calciatore ecuadoriano (Guayaquil, n. 1967)
- Ivo Rudić, calciatore australiano (Spalato, n. 1942 - Spalato, † 2009)
- Ivo Šuprina, calciatore jugoslavo (Zagabria, n. 1921 - Napoli, † 1988)
- Ivo Tesi, calciatore italiano (Pistoia, n. 1919)
- Ivo Táborský, ex calciatore ceco (Praga, n. 1985)
- Ivo Ulich, ex calciatore ceco (Opočno, n. 1974)
- Ivo Urban, calciatore e giornalista cecoslovacco (n. 1931 - Praga, † 2024)
- Ivo Vazgeč, ex calciatore svedese (Kakanj, n. 1986)
- Ivo Vetrano, calciatore italiano (Baiano, n. 1937 - Baiano, † 2016)
- Ivo Viktor, ex calciatore e allenatore di calcio cecoslovacco (Křelov, n. 1942)
- Ivo Vázquez, calciatore messicano (Toluca, n. 2000)
- Ivo Zbožínek, ex calciatore ceco (n. 1977)
- Ivo Šeparović, ex calciatore croato (Vallegrande, n. 1961)

## Canottieri(2)
- Ivo Janakiev, ex canottiere bulgaro (n. 1975)
- Ivo Stefanoni, ex canottiere italiano (Mandello del Lario, n. 1936)

## Cantanti(2)
- Ivo Linna, cantante estone (Kuressaare, n. 1949)
- Yves Montand, cantante e attore italiano (Monsummano Terme, n. 1921 - Senlis, † 1991)

## Cantautori(1)
- Ivo Robić, cantautore croato (Garešnica, n. 1923 - Fiume, † 2000)

## Cestisti(4)
- Ivo Alfredo, ex cestista angolano (Lubango, n. 1968)
- Ivo Daneu, ex cestista e allenatore di pallacanestro jugoslavo (Maribor, n. 1937)
- Ivo Nakić, ex cestista jugoslavo (Fiume, n. 1966)
- Ivo Saksakulm, ex cestista estone (Tallinn, n. 1966)

## Ciclisti su strada(1)
- Ivo Oliveira, ciclista su strada e pistard portoghese (Vila Nova de Gaia, n. 1996)

## Dirigenti sportivi(1)
- Ivo Ferriani, dirigente sportivo e ex bobbista italiano (Grugliasco, n. 1960)

## Doppiatori(1)
- Ivo De Palma, doppiatore italiano (Napoli, n. 1962)

## Esperantisti(1)
- Ivo Lapenna, esperantista e giurista jugoslavo (Spalato, n. 1909 - Copenaghen, † 1987)

## Fondisti di corsa in montagna‎(1)
- Ivo Rovelli, ex fondista di corsa in montagna italiano (Cusio)

## Fotografi(2)
- Ivo Bazzechi, fotografo italiano (Arezzo, n. 1920 - Firenze, † 1975)
- Ivo Saglietti, fotografo e fotoreporter italiano (Tolone, n. 1948 - Genova, † 2023)

## Fumettisti(2)
- Ivo Milazzo, fumettista italiano (Tortona, n. 1947)
- Ivo Pavone, fumettista italiano (Taranto, n. 1929 - Venezia, † 2020)

## Generali(1)
- Ivo Levi, generale italiano (Ferrara, n. 1894 - Roma, † 1966)

## Giocatori di curling(1)
- Ivo Lorenzi, giocatore di curling e dirigente sportivo italiano (Cortina d'Ampezzo, n. 1923 - Cortina d'Ampezzo, † 2013)

## Giocatori di football americano(1)
- Ivo Schönberner, ex giocatore di football americano tedesco (Hoyerswerda, n. 1991)

## Giornalisti(2)
- Ivo Mej, giornalista e conduttore televisivo italiano (Roma, n. 1961)
- Ivo Pukanić, giornalista e editore croato (Zagabria, n. 1961 - Zagabria, † 2008)

## Hockeisti su ghiaccio(2)
- Ivo Ghezze, hockeista su ghiaccio italiano (Cortina d'Ampezzo, n. 1941 - Cortina d'Ampezzo, † 1993)
- Ivo Rüthemann, ex hockeista su ghiaccio svizzero (Mosnang, n. 1976)

## Imprenditori(2)
- Ivo Galletti, imprenditore italiano (Piumazzo, n. 1920 - Bologna, † 2020)
- Ivo Antonino Pilotto, imprenditore e dirigente sportivo italiano (Tombolo, n. 1942)

## Impresari teatrali(1)
- Ivo Chiesa, impresario teatrale, giornalista e produttore discografico italiano (Genova, n. 1920 - Genova, † 2003)

## Ingegneri(1)
- Ivo Colucci, ingegnere e progettista italiano (Livorno, n. 1914)

## Lottatori(1)
- Ivo Angelov, lottatore bulgaro (Pernik, n. 1984)

## Matematici(1)
- Ivo Babuška, matematico ceco (Praga, n. 1926 - † 2023)

## Medici(2)
- Ivo Hélcio Jardim de Campos Pitanguy, medico, chirurgo e scrittore brasiliano (Belo Horizonte, n. 1926 - Rio de Janeiro, † 2016)
- Ivo de Carneri, medico italiano (Cles, n. 1927 - Milano, † 1993)

## Mezzofondisti(2)
- Ivo Fairbairn-Crawford, mezzofondista e militare britannico (Longford, n. 1884 - Hambleden, † 1959)
- Ivo Van Damme, mezzofondista belga (Dendermonde, n. 1954 - Orange, † 1976)

## Militari(2)
- Ivo Lollini, militare italiano (Castel d'Aiano, n. 1897 - Basso Montello, † 1918)
- Ivo Nutarelli, ufficiale e aviatore italiano (Palermo, n. 1950 - Ramstein-Miesenbach, † 1988)

## Pallanuotisti(2)
- Ivo Giovanelli, pallanuotista jugoslavo (Spalato, n. 1919 - Spalato, † 2009)
- Ivo Štakula, pallanuotista jugoslavo (Ragusa, n. 1923 - Melbourne, † 1958)

## Pallavolisti(1)
- Ivo Aniceto, pallavolista portoghese (n. 1987)

## Pianisti(1)
- Ivo Pogorelić, pianista croato (Belgrado, n. 1958)

## Pittori(2)
- Ivo Mršnik, pittore e grafico sloveno (Fontana del Conte, n. 1939)
- Ivo Pannaggi, pittore e architetto italiano (Macerata, n. 1901 - Macerata, † 1981)

## Politici(13)
- Ivo Barbini, politico e partigiano italiano (Arezzo, n. 1923 - Arezzo, † 2001)
- Ivo Butini, politico italiano (Firenze, n. 1927 - Firenze, † 2016)
- Ivo Collé, politico italiano (Aosta, n. 1962)
- Ivo Faenzi, politico italiano (Grosseto, n. 1932)
- Ivo Josipović, politico croato (Zagabria, n. 1957)
- Ivo Miro Jović, politico bosniaco (Čapljina, n. 1950)
- Ivo Oliveti, politico, aviatore e militare italiano (Borghi, n. 1895 - Axum, † 1936)
- Ivo Perišin, politico croato (Castel Cambi, n. 1925 - Zagabria, † 2008)
- Ivo Rossi, politico italiano (Padova, n. 1955)
- Ivo Sanader, politico croato (Spalato, n. 1953)
- Ivo Tarolli, politico italiano (Castel Condino, n. 1950)
- Ivo Tartaglia, politico, avvocato e giornalista jugoslavo (Spalato, n. 1880 - Lepoglava, † 1949)
- Ivo Vajgl, politico e diplomatico sloveno (Maribor, n. 1943)

## Presbiteri(1)
- Ivo Hélory, presbitero francese (Minihy-Tréguier, n. 1253 - Minihy-Tréguier, † 1303)

## Produttori discografici(1)
- Ivo Watts-Russell, produttore discografico e musicista britannico (Oundle, n. 1954)

## Rapper(1)
- Khea, rapper argentino (Mar del Plata, n. 2000)

## Registi(4)
- Ivo Barnabò Micheli, regista e sceneggiatore italiano (Brunico, n. 1942 - Brunico, † 2005)
- Ivo Caprino, regista norvegese (Oslo, n. 1920 - Snarøya, † 2001)
- Ivo Illuminati, regista, attore e sceneggiatore italiano (Ripatransone, n. 1882 - Roma, † 1963)
- Ivo Macharácek, regista ceco (Jiříkov, n. 1976)

## Registi teatrali(1)
- Ivo van Hove, regista teatrale e direttore artistico belga (Heist-op-den-Berg, n. 1958)

## Rugbisti a 15(1)
- Ivo Mazzucchelli, rugbista a 15, allenatore di rugby a 15 e dirigente sportivo italiano (Roma, n. 1943)

## Saltatori con gli sci(1)
- Ivo Pertile, saltatore con gli sci italiano (Predazzo, n. 1971)

## Sceneggiatori(1)
- Ivo Perilli, sceneggiatore, regista e scenografo italiano (Roma, n. 1902 - Roma, † 1994)

## Scenografi(1)
- Ivo Battelli, scenografo italiano (San Paolo, n. 1904 - † 1994)

## Sciatori alpini(1)
- Ivo Mahlknecht, sciatore alpino e allenatore di sci alpino italiano (Castelrotto, n. 1939 - Ortisei, † 2020)

## Scrittori(4)
- Ivo Andrić, scrittore e diplomatico bosniaco (Travnik, n. 1892 - Belgrado, † 1975)
- Ivo Michiels, scrittore e giornalista belga (Mortsel, n. 1923 - Le Barroux, † 2012)
- Ivo Prandin, scrittore e giornalista italiano (Bosaro, n. 1935)
- Ivo Vojnović, scrittore dalmata (Ragusa, n. 1857 - Belgrado, † 1929)

## Scultori(2)
- Ivo Pacini, scultore italiano (Grosseto, n. 1883 - Grosseto, † 1959)
- Ivo Soli, scultore italiano (Spilamberto, n. 1898 - Vignola, † 1979)

## Sindacalisti(2)
- Ivo Ulisse Camerini, sindacalista e saggista italiano (Cortona, n. 1949)
- Ivo Laghi, sindacalista, giornalista e scrittore italiano (Lagonegro, n. 1929 - Roma, † 2006)

## Storici(1)
- Ivo Mattozzi, storico italiano (Pescara, n. 1940)

## Tennisti(3)
- Ivo Heuberger, ex tennista svizzero (Altstätten, n. 1976)
- Ivo Karlović, ex tennista croato (Zagabria, n. 1979)
- Ivo Klec, tennista slovacco (Bratislava, n. 1980)

## Vescovi(1)
- Ivo di Ramsey, vescovo e santo persiano (Persia - St Ives)

## Vescovi cattolici(3)
- Ivo Baldi Gaburri, vescovo cattolico italiano (Città di Castello, n. 1947 - Huaraz, † 2021)
- Ivo Fürer, vescovo cattolico svizzero (Gossau, n. 1930 - Gossau, † 2022)
- Ivo Muser, vescovo cattolico italiano (Brunico, n. 1962)

## Senza attività specificata(1)
- Ivo Rudiferia, ex snowboarder italiano (Badia, n. 1966)